# 西洛厄姆 (喬治亞州)
西洛厄姆（英語：Siloam）是一個位於美國喬治亞州格林縣（Greene County）的城鎮。

## 地理
西洛厄姆的座標為33°32′08″N 83°04′50″W / 33.53556°N 83.08056°W，而該地的平均海拔高度為214米（即702英尺）。

## 人口
根據2010年美國人口普查的數據，西洛厄姆的面積為3.21平方千米，當中陸地面積為3.14平方千米，而水域面積為0.07平方千米。當地共有人口282人，而人口密度為每平方千米88人。